# Chronologie de la guerre de Gaza de 2014
La guerre de Gaza de 2014 est un conflit armé se déroulant dans la durant les mois de juillet et d'août 2014, opposant l'État d'Israël au Hamas et à d'autres forces paramilitaires palestiniennes dont le Jihad islamique.
Cette page présente la chronologie de ce conflit.

## Semaine 1

### 8 juillet

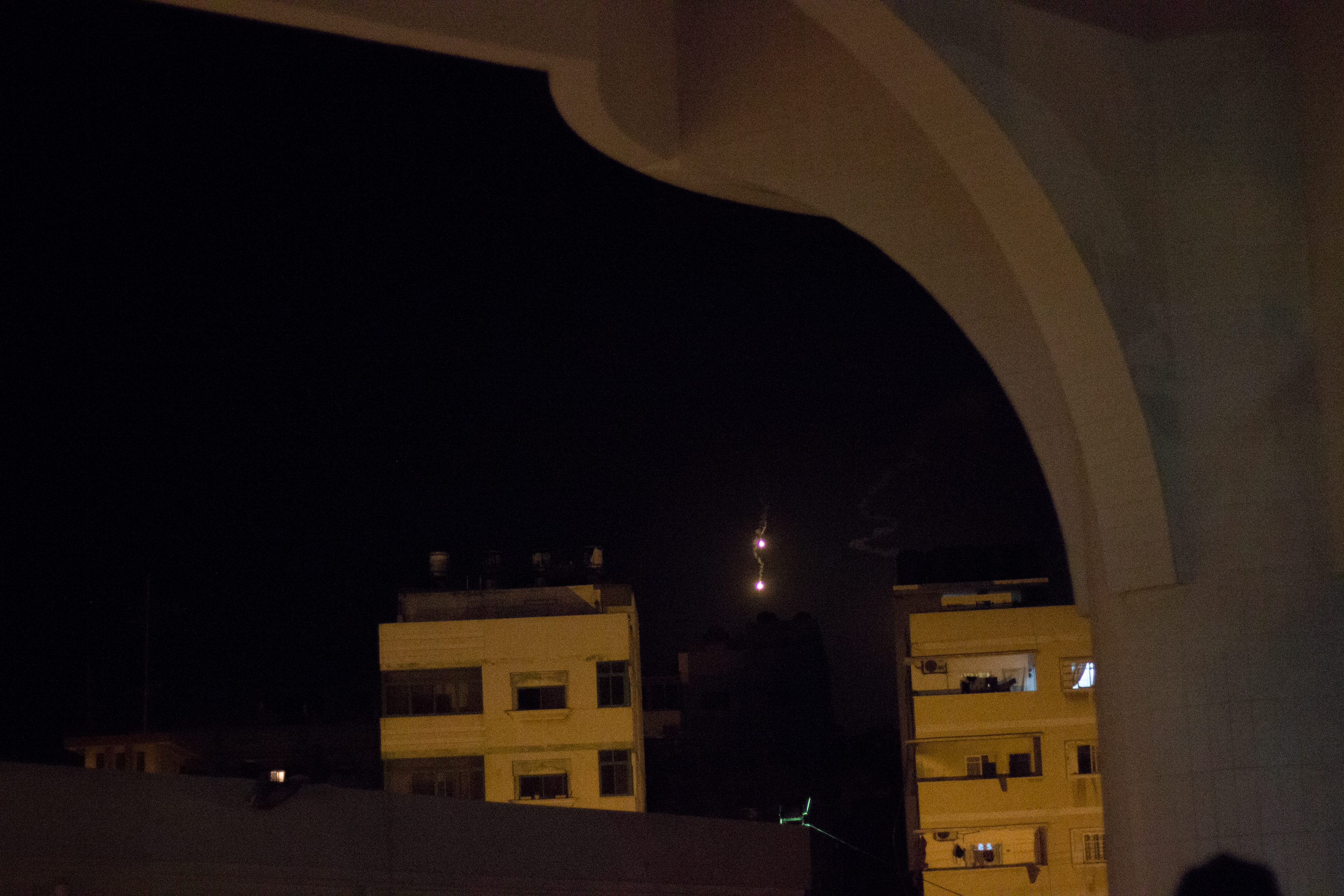
La force aérienne et spatiale israélienne lançant des lanternes thermiques sur la frontière nord de la bande de Gaza

Préparées pour une potentielle escalade de la violence, les forces armées israéliennes déploient 1 500 soldats le lundi 7 juillet dans le sud d'Israël. Les forces armées israéliennes prévoient même de déployer jusqu'à 40 000 réservistes ou plus. Après le lancement le 7 juillet de plus de cent roquettes depuis Gaza vers Israël y compris Haïfa, à la suite de la mort de sept combattants du Hamas, le gouvernement israélien demande aux habitants de rester cloîtrés chez eux ou de s'abriter. Les camps d'été pour enfants sont fermés et les universités annulent les sessions d'examens. Tôt le matin du 8 juillet, Israël frappe une cinquantaine de cibles à Gaza. Dans la journée, l'armée continue les frappes. Elle vise également les maisons de membres du Hamas,.
Lors d'un raid sur le quartier de Sheikh Radwan dans la ville de Gaza, un adolescent est tué, et deux de ses amis sont blessés. Lors d'un autre raid à Al-Qarara, au nord de Khan Younès, un Palestinien est tué tandis qu'un autre homme est grièvement blessé. Un raid aérien vise un véhicule tuk-tuk dans le quartier Shuja'iyya dans la ville de Gaza, tuant deux hommes. Un autre raid aérien vise une moto près d'Abraj al-Sheikh Zayed dans le nord de la bande de Gaza tuant une personne.

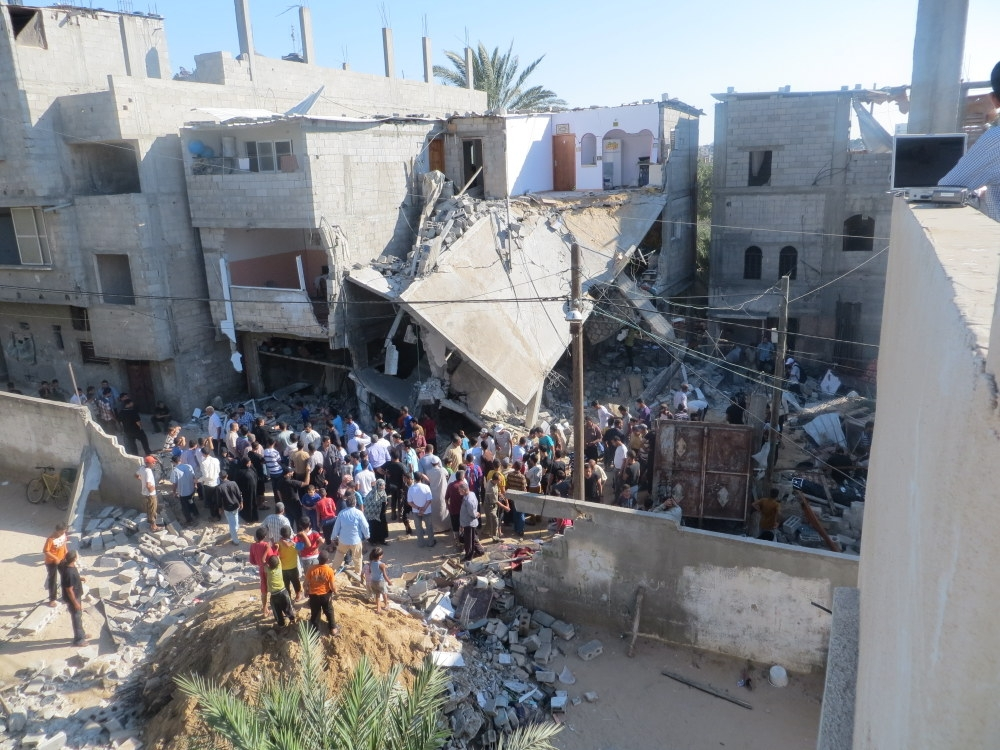
La maison de la famille d'al-Kaware, après le bombardement de l'armée

Un missile tiré par un avion de chasse F-16 atteint la maison de la famille al-Kaware à Khan Younès, tuant huit Palestiniens, dont six enfants, et faisant 25 blessés graves. Selon Tsahal, la cible était le militant Odeh Ahmad Mohammad Kaware, membre du Hamas. Les récits sur l'incident diffèrent. L'attaque a été précédée d'un avertissement, connu sous le nom de procédure de « frappe sur le toit », consistant en un tir d'un obus neutralisé ou d'une fusée éclairante sur un bâtiment afin d'en faire fuir les occupants. Parents et voisins sont réunis à la maison pour former un bouclier humain, selon une source. Cinq familles ont été évacuées après le tir d'un missile d'avertissement, mais à nouveau les voisins sont réunis sur le toit pour former un bouclier humain. Un troisième récit dit que les voisins sont réunis après le premier coup, pour éviter une autre attaque.
Un raid aérien a détruit une maison dans le centre de la bande de Gaza, tuant une personne,.
Dans l'après-midi, un missile israélien envoyé sur la maison d’un militant du Hamas a tué 6 enfants à Khan Younès.

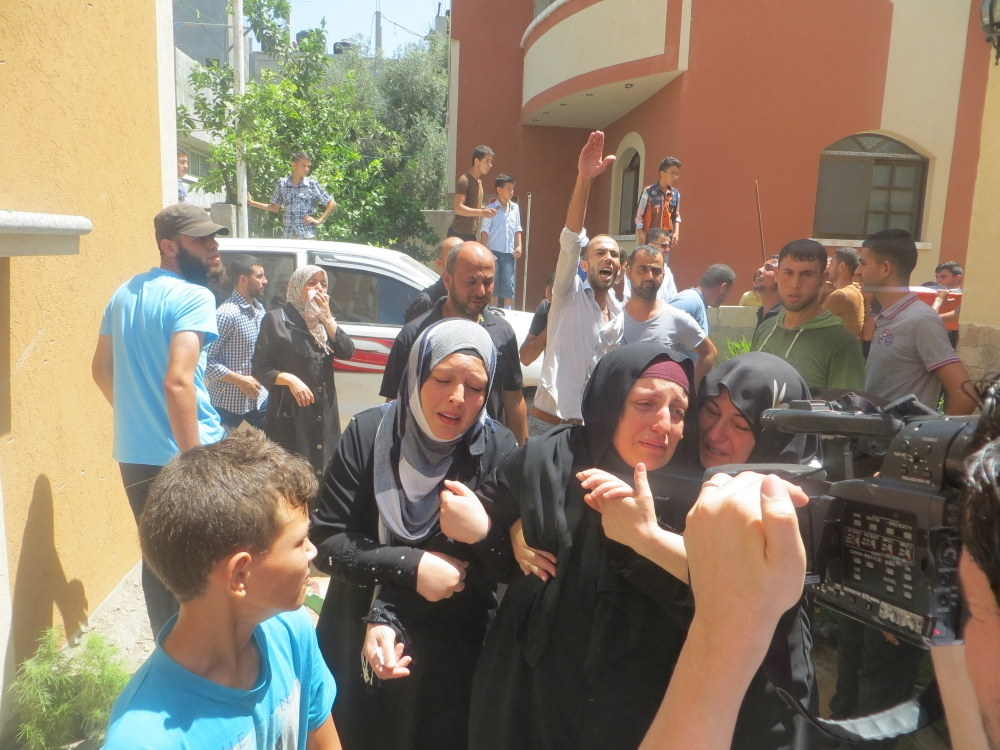
La maison Hamad avant les funérailles.

À 23h40, dans une opération conjointe ISA (en)- IDF, un raid aérien a frappé une maison à Beit Hanoun dans le nord de la bande de Gaza tuant haut responsable du Jihad islamique Hafiz Hamad, considéré comme responsables d'attaques sur Sdérot, et cinq membres de sa famille. Selon B'Tselem, qui a recueilli un témoignage oculaire par le grand-père, aucun avertissement n'a été reçu.

### 9 juillet

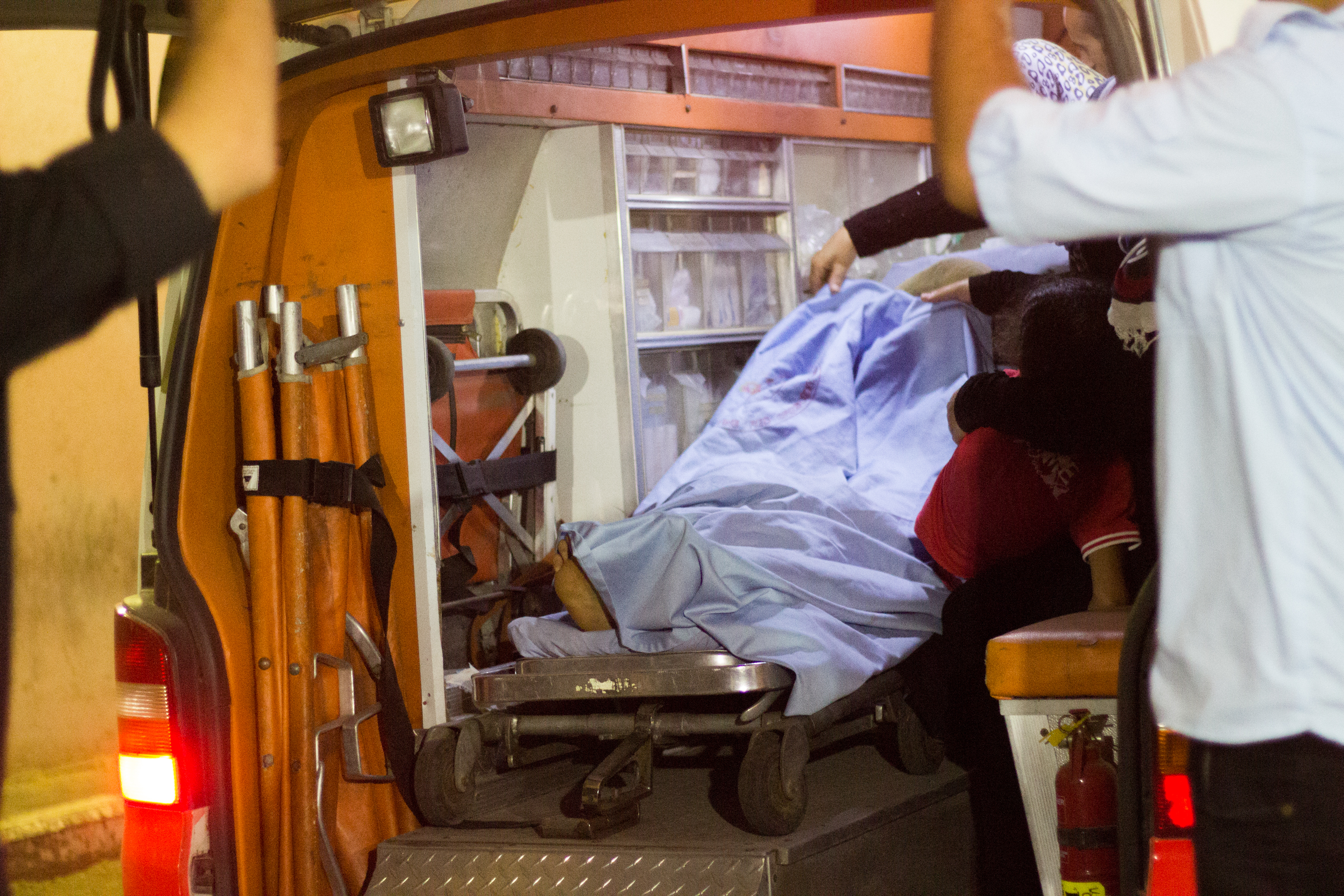
Une femme arrive à l'hôpital Al Shefaa avec un état grave de santé en raison de bombardements des forces aériennes d'Israël sur leur maison à Beit Hanoun.

À l'aube, un missile d'un drone israélien a tué un homme alors qu'il était sur une moto à Beit Lahia, et a grièvement blessé un autre.
Un missile de drone tué trois Palestiniens dans un champ près de leur maison dans le camp de réfugiés de Nuseirat.
Deux roquettes palestiniennes M75 tombent à la proximité de la centrale nucléaire de Dimona.
Au total, au moins 48 roquettes ont touché Israël ce jour-là (dont une à Tel Aviv-Jaffa, 16 ont été interceptées par le Dôme de fer).
Dans l'après-midi, au camp de réfugiés Maghazi, dans le centre de la bande de Gaza, une mère et ses quatre enfants ont été tués par un missile s'étant abattu sur leur maison.
Un missile de la force aérienne et spatiale israélienne a frappé des civils palestiniens dans le quartier Shuja'iyya, dans la ville de Gaza, tuant deux adolescents frères.
Un garçon et sa mère ont été tués dans un raid aérien israélien sur une maison dans le quartier de Zeitoun (en) de la ville de Gaza.
Lors d'une frappe aérienne israélienne à Beit Hanoun, au nord de la bande de Gaza, une femme et son fils ont été tués.
Une roquette du Hamas a touché « un endroit habité » de la ville de Hadera, sans faire de dégâts.
Le nombre de morts est passé de 23 à 41 puis à 52, et à la fin de la journée 61 personnes ont été tuées, dont 28 pour le seul mercredi,. Les blessés sont estimés entre 300 et 450,,. 6 femmes et 9 enfants figuraient parmi les 22 morts recensées par les équipes médicales sur place. L'IAF a frappé environ 160 cibles durant la nuit, et a totalisé 430 coups en deux jours, dont 120 lance-roquettes cachés, des tunnels et 10 centres de commandement et de contrôle du Hamas. 82 roquettes de Gaza ont été tirées sur Israël, dont 21 ont été interceptées.

### 10 juillet

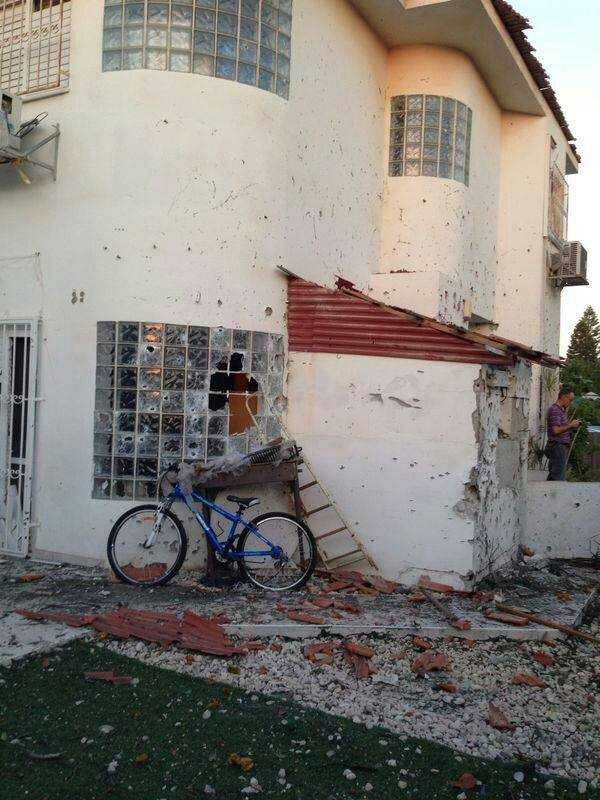
Maison à Beer-Sheva touchée par une roquette Grad tirée depuis la bande de Gaza, 10 juillet

Selon The Christian Science Monitor, reprenant des chiffres du Los Angeles Times, 470 roquettes ont été tirées vers Israël depuis le début de l'opération.
Durant la nuit, la force aérienne et spatiale israélienne (IAF) a effectué 322 frappes aériennes, dont 217 sur des lance-roquettes. Les maisons de plus de 40 commandants du Hamas ont également été visées, portant le total pendant trois jours à 785 frappes. 31 Palestiniens ont été tués, ce qui porte le nombre de décès pendant la nuit à 82. Les morts comprennent au moins 10 femmes et 18 enfants, selon un décompte basé sur des rapports médicaux.

### 11 juillet

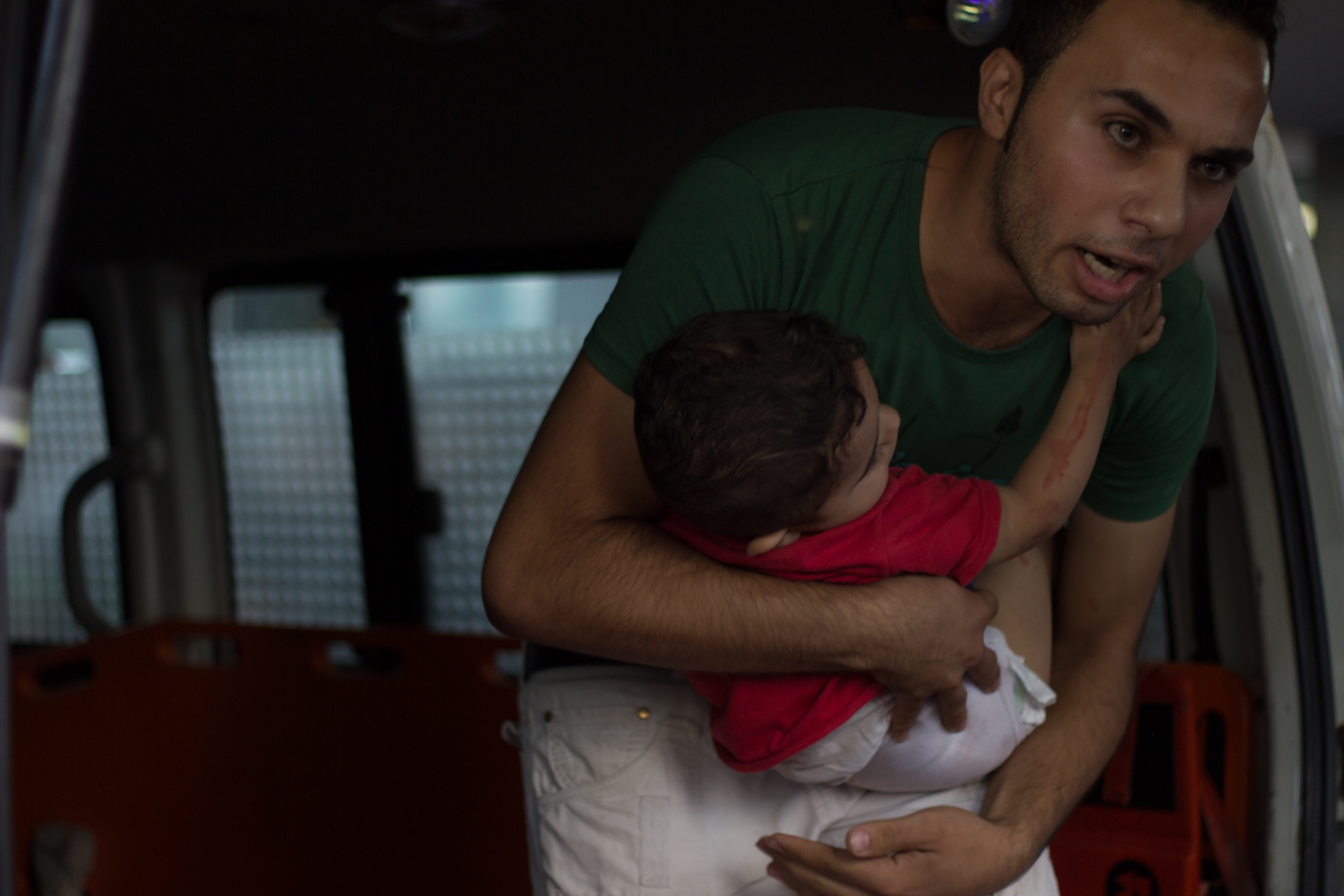
Selon l'OCHA, 20 % des personnes tués sont enfants

Tôt le vendredi matin, 6 palestiniens dont une femme ont été tués dans 2 raids israéliens sur des maisons de la bande de Gaza.
Un raid sur Rafah, dans le sud de la bande de Gaza, a fait cinq morts, dont une femme. Dans un raid précédent, un palestinien a été tué à son domicile du quartier de Tel el-Hawa, dans la ville de Gaza.
Les tirs de roquettes en provenance de Gaza continuent. Une station-service d'Ashdod est touchée et une personne se trouve dans un état critique. De plus, une roquette est pour la première fois tirée du Liban sans faire ni victime ni dégâts. Si la plupart des missiles sont interceptés par le « Dôme de fer », certains passent au travers.
En dépassant la barrière des 100 morts, le Bureau de la coordination des affaires humanitaires a publié un recensement qui montre que 20 % des personnes décédées (soit 21 des 101 morts) jusqu'à présent étaient des enfants, 11 femmes et 58 civils. Il a également déclaré que le nombre de blessés a dépassé 700,. Israël avait frappé plus de 1 000 cibles avec plus de 2 000 tonnes d'explosifs, plusieurs centres de santé ont été endommagés, 70 maisons ont été complètement détruites, 342 logements détruits ou endommagés, et qu'environ 2 000 personnes ont été déplacées ou ont fui.
À la suite de la publication de ce bilan humain, Benyamin Netanyahou déclare lors d'une conférence de presse au ministère de la Défense à Tel-Aviv qu'« aucune pression internationale [n']empêchera [Israël] de frapper les terroristes ».

### 12 juillet
Les raids aériens israéliens ont touché particulièrement le quartier de Touffah, notamment la maison d'un chef de la police et une mosquée. Deux membres de la famille du dirigeant du Hamas ont été tués mais aussi deux femmes handicapés. On dénombre 56 morts du côté palestinien. Les tirs de roquettes provenant de Gaza ont continué mais n'ont fait aucun victime, certaines étant interceptées par l'armée israélienne qui a massé, ce jour, des chars à la frontière.

### 13 juillet
Les tirs du Hamas continuent, des roquettes détruisent une ligne à haute tension alimentant 70 000 habitants de la bande de Gaza.

### 14 juillet
Un drone appartenant au Hamas a été abattu par un missile MIM-104 Patriot israélien. Le Hamas prétend en posséder plusieurs.

## Semaine 2

### 15 juillet
Mardi matin, Ma'an News Agency rapporte que le nombre de victimes palestiniennes a augmenté durant la nuit à 192 morts et plus de 1.400 blessés.
À 07h30 (heure locale) deux maisons, l'une dans le camp de réfugiés d'Al-Shati, et un autre à Beit Lahia furent démolies par les frappes de la force aérienne et spatiale israélienne.
Deux Palestiniens ont été tués dans un raid aérien à proximité des colonies israéliennes évacuées en 2005.
Lors d'un autre raid aérien à Khan Younès trois personnes ont été tuées.
L'aviation israélienne a repris, mardi 15 juillet dans l'après-midi, le bombardement de la bande de Gaza après avoir observé une trêve de six heures, qui n'a pas été respectée par le Hamas ayant continué à tirer des roquettes.
Le vice-ministre de la Défense Danny Danon a été limogé par le Premier ministre Benyamin Netanyahou, après ses critiques sur la gestion des combats à Gaza par le gouvernement.

### 16 juillet
Les bombardements sur la bande de Gaza causent 23 morts palestiniens.

#### Bavure sur une plage de Gaza

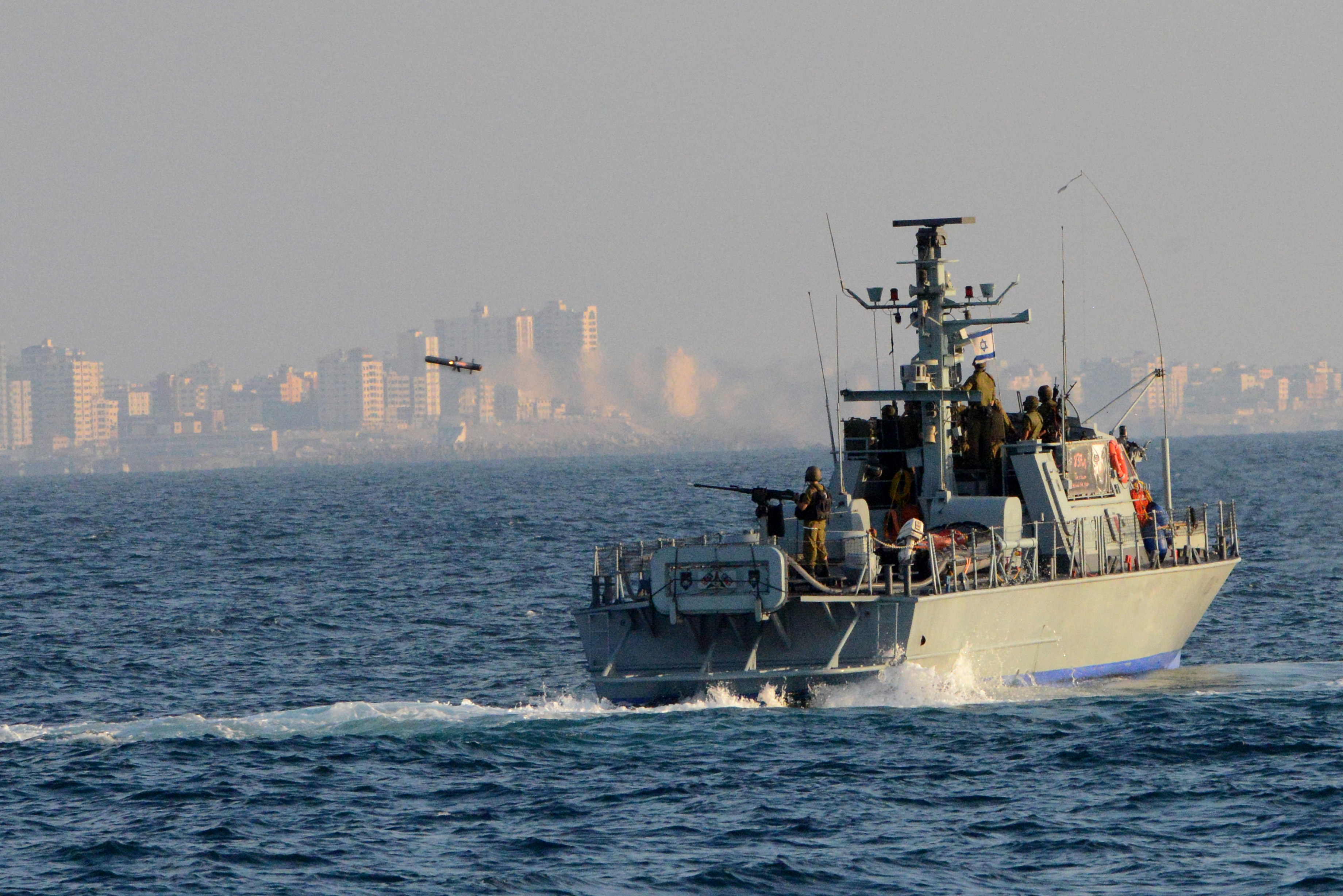
La marine israélienne tirant sur des cibles depuis les eaux territoriales de la bande de Gaza.

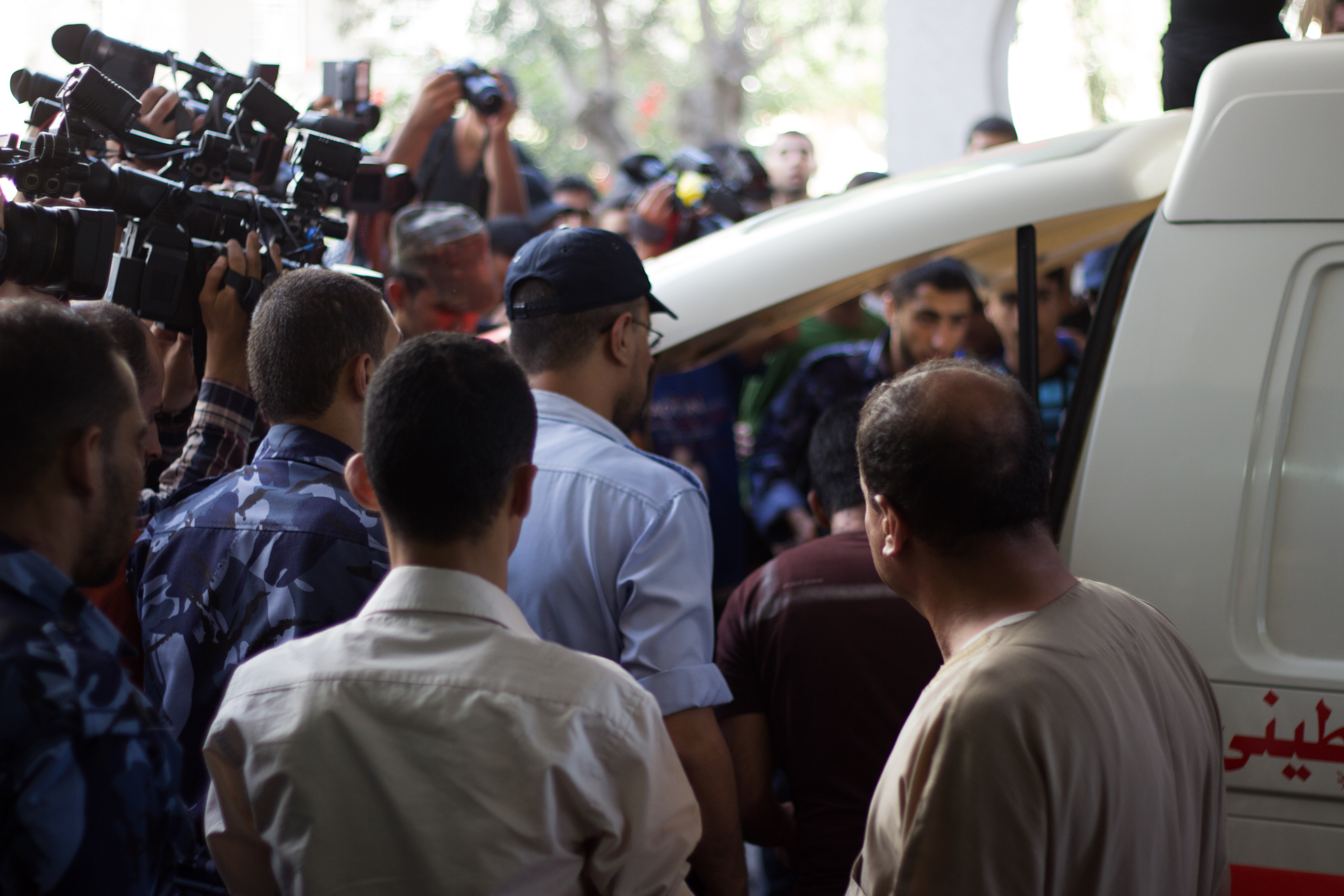
Une ambulance arrive à l'hôpital, les journalistes et les policiers entourent l'ambulance pour prendre des photos et donner un coup de main.

À quelques centaines de mètres du lieu où logent des journalistes occidentaux, en face de l'hôtel al-Deira, quatre enfants, sont fauchés sur une plage très fréquentée de Gaza par un missile en provenance de la marine israélienne. Les journalistes présents témoignent de deux frappes consécutives. La première s'abat, peu après 16 heures, sur une cahute sur la digue du port de pêche de Gaza. Un premier enfant meurt sur le coup. Alors que les autres garçons se mettent à courir, une deuxième frappe, ciblée par un drone selon les journalistes Laurence Defranoux et Aude Marcovitch présents sur les lieux, atteint le groupe, et en tue trois de plus tout en en blessant d'autres. Au total, selon le responsable des services des urgences à Gaza, quatre enfants ont été tués et au moins cinq autres ont été blessés dans ces frappes.
Le jour même, les quatre enfants ont été enterrés enveloppés dans le drapeau jaune du Fatah, le mouvement nationaliste du président Mahmoud Abbas.
Peu après les faits, l'armée israélienne qualifie l'événement de « tragique » tout en assurant avoir ciblé des « terroristes du Hamas » en effet ces enfants, selon l'enquête, ont été identifiés à tort comme des « combattants du Hamas en fuite ».
Le New York Times constate que la mort de ces jeunes enfants est déjà devenue le symbole des victimes civiles palestiniennes liées à l'opération militaire Bordure protectrice. Tyler Hicks, photographe au New-York Times, critique vertement cette frappe israélienne : « Un petit abri en tôle (la cible de la frappe, NDLR) sans électricité ni eau courante ne semble pas correspondre au type d'endroit fréquenté par des militants du Hamas, les cibles de l'armée israélienne. Des enfants, mesurant probablement un mètre vingt, portant des habits d'été, fuyant une explosion, ne correspondent pas non plus à la description de combattants du Hamas. »
Par la suite, Israël répond positivement à la demande de l'ONU d'établir une brève trêve de 6 heures le lendemain.

### 17 juillet
Juste avant la trêve observée ce jour pendant 5 heures, une tentative d'infiltration d'un commando palestinien composé de 13 personnes a été stoppée par l'armée israélienne, alors qu'ils utilisaient un tunnel du Hamas. Les combats ont fait plusieurs victimes côté palestinien et aucun Israélien n'a été tué.
De plus, trois obus de mortier tirés de la bande de Gaza ont frappé le sud d'Israël malgré une courte trêve humanitaire de 9 heures à 14 heures.
Quatre mineurs palestiniens ont été tués lors de raids israéliens sur la bande de Gaza, cinq autres personnes ont été blessées par la frappe. Peu après, un homme a été tué par une frappe israélienne près de Khan Younès. Enfin, un cadavre a été découvert dans les décombres d'une maison bombardée à Beit Hanoun, dans le nord du territoire, non loin de la frontière avec Israël.
Trois Palestiniens ont été tués dans des tirs de chars israéliens dans l'est de la bande de Gaza. De plus, un drone envoyé depuis Gaza a été abattu en vol ce soir par un missile israélien. C'est la deuxième fois cette semaine que le Hamas affirme avoir envoyé ces engins sans pilote survoler le territoire israélien. Par ailleurs, l'hôpital de réadaptation Al-Wafa à Gaza où résident 14 patients, certains dans le coma ou paralysés, a été de nouveau bombardé par des chars israéliens, faisant plusieurs blessés.
Après la découverte le 16 juillet de roquettes dans une école de la bande de Gaza administrée par l'UNRWA (Agence des Nations unies pour les réfugiés), cette organisation condamne le stockage de roquettes dans une école, d'autant que les civils palestiniens comptent sur l'UNRWA pour leur fournir des abris et assistance.
Le soir du 17 juillet, « le Premier ministre et le ministre de la Défense ont ordonné jeudi soir à l'armée de commencer une opération terrestre et de pénétrer dans la bande de Gaza pour détruire les tunnels utilisés pour des activités terroristes en Israël », annonce un communiqué du Premier ministre.
Le gouvernement israélien lance son opération terrestre après que les négociations de cessez-le-feu ont échoué. Le premier ministre israélien Benyamin Netanyahou annonce que ces opérations ont pour but la destruction des tunnels du Hamas. Cette opération va inclure des opérations d'infanterie, d'artillerie et de renseignements, appuyées par l'aviation et la marine. Dans le même temps, l'armée bombardait très intensivement la bande de Gaza par air, mer et par des tirs de chars massés à la frontière.

### 18 juillet
Dans la nuit du 17 au 18 juillet, l'armée israélienne pénètre dans la Bande de Gaza à la suite des tirs de roquettes du Hamas et du Jihad islamique sur Israël et afin de détruire les tunnels du Hamas menant en territoire israélien. Cette décision avait été prise la veille quelques heures après une tentative d'infiltration d'une douzaine de combattants islamistes qui sortaient d'un tunnel et ont été repérés par un drone. Ils ont aussitôt rebroussé chemin par le tunnel avant que l'aviation ne bombarde le site.Dans la matinée une trêve temporaire de six heures est acceptée par Israël afin de permettre qu’une aide humanitaire soit apportée aux résidents de la bande de Gaza. Cette trêve a été rompue par le Hamas deux heures après son entrée en vigueur ce qui a conduit à une reprise des raids aériens de Tsahal et au tir d’une centaine de roquettes sur Israël,.
Deux Palestiniens, dont un bébé de 5 mois, ont été tués par des tirs de chars israéliens à Rafah.
Au matin du 18 juillet, l'armée israélienne annonce la mort d'un de ses hommes ; 19 Palestiniens ont également été tués.
Le premier ministre israélien affirme qu'il veut intensifier son offensive terrestre. Dans la matinée du 18 juillet, 3 adolescents palestiniens ont été tués par des tirs de chars israéliens.
Dans l'après midi, les bombardements continuent sur la bande de Gaza, et au moins trois Palestiniens ont été tués.
Les affrontements se poursuivent dans la soirée dans le sud et l'est de la bande de Gaza, ou au moins trois Palestiniens, dont deux enfants, ont été tués par des tirs de chars israéliens.
Ainsi que dans le nord où huit membres d'une même famille dont deux femmes et quatre enfants ont été tués par des tirs de char de l'armée israélienne.
En milieu de soirée, des raids aériens israéliens sur le sud de la bande de Gaza font trois morts palestiniens d'une même famille, tandis que les tirs de roquettes du Hamas continuent.

### 19 juillet

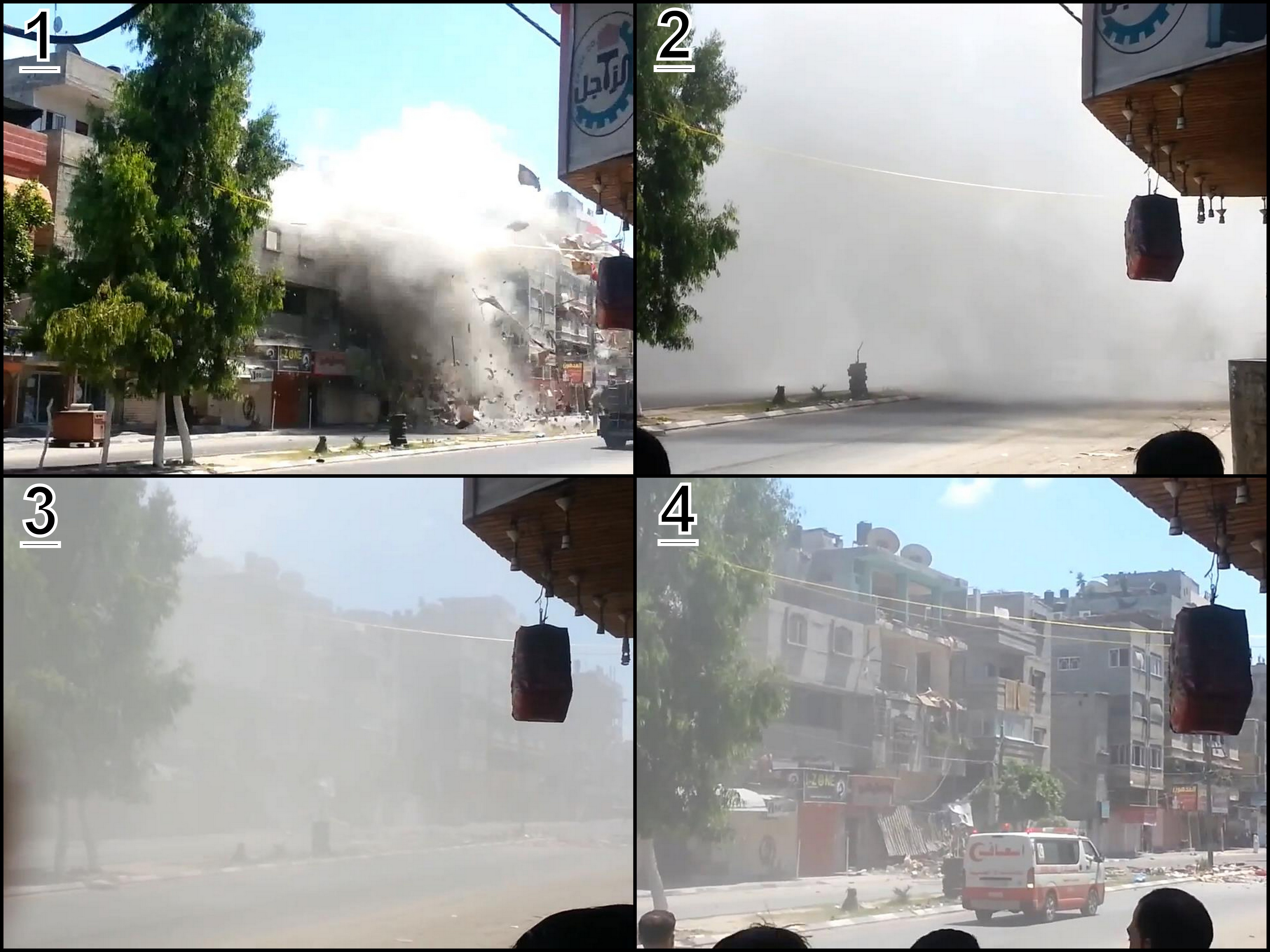
Frappe aérienne d'une maison à Gaza

Un sergent et un major de l'armée israélienne sont tués lors de l’infiltration de combattants du Hamas dans le territoire israélien.

### 20 juillet
Lors de la bataille de Shuja'iyya, après une panne d'un véhicule M113 transposant sept soldats de la 13e unité de la Brigade Golani, un sergent âgé de 21 ans, Shaul Oron, a été capturé par le Hamas.
Par la suite, et selon Channel 10, 30 réservistes ont refusé d'entrer à la bande de Gaza à bord du M113.

## Semaine 3

### 22 juillet
Des tirs de chars israéliens ont visé une école de l'ONU dans le camp de réfugiés Maghazi, sans faire de victimes.
L'Office de secours et de travaux des Nations unies pour les réfugiés de Palestine dans le Proche-Orient (UNRWA) et l'Organisation des Nations unies (ONU) ont condamné l'utilisation d'un de ses écoles vacantes comme site de stockage de roquettes. Cette école est située entre deux autres qui depuis les hostilités abritent 1500 réfugiés. Le secrétaire général des Nations unies, s'est dit alarmé d'entendre que les roquettes aient été placées dans une école administrée par l'ONU et que ces roquettes aient disparu après leur découverte. Un fonctionnaire a ajouté que les responsables transforment les écoles en cibles militaires potentielles mettant en danger la vie d'enfants innocents, du personnel de l'ONU et de toute personne cherchant un abri. Il s'agit de la seconde fois en une semaine que des roquettes ont été découvertes dans une école de l'ONU,.

### 23 juillet
C'est le 16e jour de l'offensive militaire israélienne contre l'enclave palestinienne.
Les combats continuent tôt ce matin où cinq Palestiniens dont deux enfants ont été tués par des tirs de chars israéliens à Abasan al-Kabera, près de Khan Younès.
De plus, le Comité international de la Croix-Rouge (CICR) annoncé qu'une suspension des combats dans deux zones dévastées de la bande de Gaza était en vigueur pour permettre le passage de convois humanitaires, à Khuza'a et à Shuja'iyya.
Mais ailleurs, les combats font rage. Cinq Palestiniens ont été tués dans une frappe israélienne sur le nord de la bande de Gaza.
Tsahal annonce que 2 270 roquettes ont été tirées en seize jours contre le territoire israélien par le Hamas.

### 24 juillet

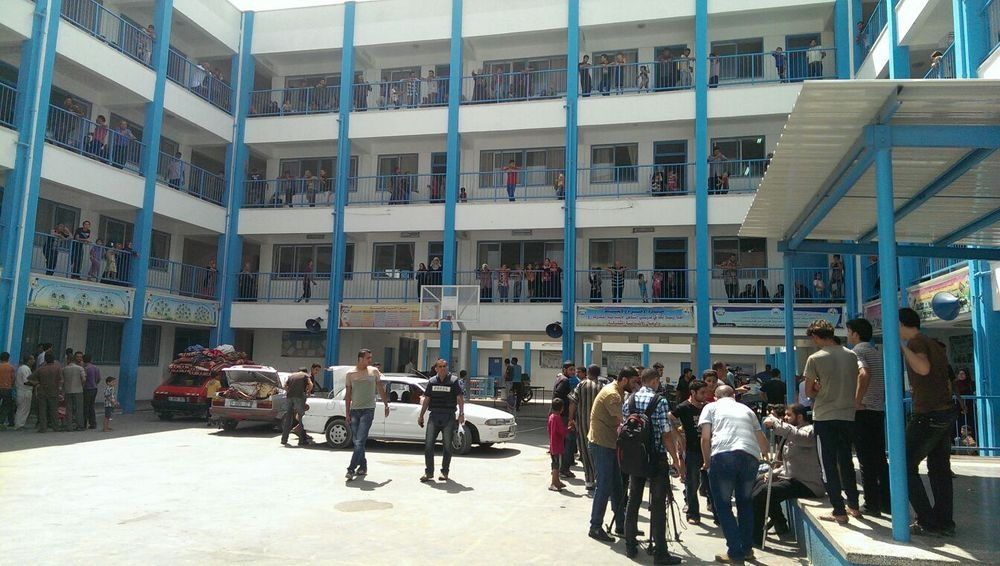
Réfugiés palestiniens dans une école gérée par l'UNRWA à Gaza

À l'aube du 17e jour de l'offensive israélienne, une série de frappes israéliennes touche Khuza'a, au sud de la bande de Gaza, non loin de la frontière avec Israël. Les services d'urgence locaux dénombrent sept Palestiniens tués par celles-ci.
À Beit Hanoun, selon France 24, une école gérée par l'UNRWA a été bombardée par l'armée israélienne par un tir de missile qui a tué quinze personnes et a fait plus de 200 blessés dont une majorité d'enfants et des membres de l'ONU selon Ban Ki-moon. Ce dernier s'est déclaré « consterné » par cette attaque contre les bâtiments de l'ONU, la deuxième en une semaine. Il a indiqué que les circonstances de cette attaque ne sont toujours pas clarifiées. Un porte-parole de l'UNRWA a indiqué que des roquettes du Hamas tombaient dans le secteur.
Les bâtiments de l'ONU sont parmi les rares lieux où les palestiniens ont normalement le droit de se réfugier lorsque l'armée israélienne bombarde leurs maisons. Un porte-parole de l'armée israélienne a déclaré que l'évacuation du lieu était demandée depuis quelques jours. L'armée israélienne accuse le Hamas « de se servir des infrastructures civiles et de symboles internationaux comme boucliers humains ». Elle évoque aussi « la possibilité » d'un carnage causé par une roquette tirée par le Hamas. Selon des témoignages locaux, les chars israéliens ont tiré une vingtaine d'obus sur l'école. Ces évènements conduisent le Conseil des droits de l'homme des Nations unies à ouvrir une enquête sur les crimes de guerre commis par Israël.
Un bombardement aérien entre les villes de Rafah et Khan Younès, dans le sud de l'enclave palestinienne, a tué sept personnes, dont la majorité sont des enfants.
Lors d'un autre bombardement près d'un hôpital à l'est de la ville de Gaza a tué un enfant malade et a fait 30 blessés, tandis que quatre autres personnes ont trouvé la mort à la suite d'un raid aérien sur Khan Younès.
Selon l'armée israélienne, plus de 150 combattants palestiniens auraient été capturés ou se seraient rendus depuis le début de l'opération le 8 juillet,
En Cisjordanie, des heurts de plus en plus violents éclatent après que les principales organisations palestiniennes eurent appelé à un « jour de colère » pour protester contre l'opération militaire israélienne dans la bande de Gaza.

### 25 juillet
Les heurts se poursuivent en Cisjordanie, où huit Palestiniens ont été tués vendredi dans des troubles survenus près de Naplouse et de Hébron,. Voix d'Israël affirme que ce mouvement de protestation est le plus large depuis la première moitié des années 2000, au moment de la seconde Intifada.

### 26 juillet
Le pape François s'alarme de la situation à Gaza.
Alors qu'une trêve de douze heures a été acceptée par Israël et le Hamas, plus de 147 cadavres ont été retirés des gravats dont au moins 29 dans la banlieue est de Gaza, 13 dans les camps de réfugiés de Deir el-Balah, Bureij et Nuseirat (centre), 32 à Beit Hanoun (nord) et 11 à Khan Younès et Rafah (sud), portant ainsi le bilan des pertes palestiniennes, très majoritairement des civils selon les secours palestiniens, à plus de 1 000 tués. Malgré les demandes de la communauté internationale, le cessez-le-feu n'aura duré que douze heures. Le Hamas a revendiqué après la fin de la trêve des tirs de roquettes vers Israël.

### 27 juillet
Au 20e jour de l'offensive israélienne, des sirènes retentissent dans la matinée dans le sud et le centre d'Israël. Un projectile a été intercepté par le système de défense aérienne « Dôme de fer », deux autres finissent leur course dans des zones inhabitées. Par ailleurs, un soldat israélien a été tué dans la nuit par un obus de mortier près de la bande de Gaza, tandis qu'Israël reprend ses opérations dans la bande de Gaza. Par ailleurs, le Hamas a annoncé avoir accepté une nouvelle trêve humanitaire de vingt-quatre heures dans la bande de Gaza à compter de 13 h. À cette trêve prononcée unilatéralement par Israël, le Hamas demande le retrait des chars israéliens de la bande de Gaza, préalable nécessaire, selon Fawzi Barhoum, le porte-parole du Hamas à Gaza pour « que les habitants […] puissent retourner dans leurs maisons et que les ambulances transportant les corps soient libres de circuler à Gaza ». De plus le Hamas souhaite ajouter le retrait des forces israéliennes et l'arrêt du blocus depuis 2006, refusé par Israël, ce qui entraîne la reprise des tirs de roquette. Le Premier ministre Netanyahou déclare ensuite la reprise des opérations militaires israéliennes « Ils violent leur propre cessez-le-feu. Dans ces circonstances, Israël fera tout ce qu'il doit faire pour défendre son peuple ».
À Jérusalem-Est, deux jeunes Palestiniens ont été violemment battus dans la soirée par un groupe d'Israéliens dans la colonie de Neve Yaakov. 

### 28 juillet
Israël et le Hamas ont pratiquement cessé les hostilités avant le fête musulmane d'Aïd el-Fitr. Toutefois, dès l'aube une roquette tombe sur la ville israélienne d'Ashkelon entrainant une riposte ponctuelle de l'armée sur le secteur d'origine du tir à Gaza. Un tir de char israélien a tué un enfant palestinien de 4 ans dans le nord de la bande de Gaza. Dans la journée plusieurs roquettes continuent d'être tirées malgré l'annonce de cessez-le-feu du Hamas tandis que l'artillerie israélienne reprend ses tirs. En début de soirée sept enfants palestiniens qui jouaient sur une aire de jeu dans le camp de réfugiés d'Al-Shati, au bord de la plage ont été tués selon le Hamas par une frappe israélienne. Israël affirme que les enfants ont été touchés par un tir raté de roquette vers Israël par le Jihad islamique,. Un peu plus tard, cinq combattants du Hamas qui s'étaient approchés du kibboutz Nahal Oz près de la frontière d'Israël ont été tués par Tsahal selon les services de sécurité israéliens. Plus tard 5 soldats israéliens se trouvant près de la frontière sont tués par un obus de mortier. Au total 51 roquettes s'abattent sur Israël.

## Semaine 4

### 29 juillet
Dans la nuit du 28 au 29 juillet, les bombardements redoublent d'intensité, détruisant notamment la maison vide du dirigeant du Hamas Ismaël Haniyeh. Les bombardements et les tirs d'artillerie israéliens se succèdent ce matin sur l'ensemble de la bande de Gaza, « les plus violents depuis des jours », selon un journaliste de l'AFP, faisant 26 morts, dont au moins 9 femmes et 4 enfants depuis minuit. Le Hamas a envoyé une dizaine de roquettes dont deux qui se sont écrasées près de Rishon LeZion. En début de journée il semble que les principaux mouvements palestiniens, dont le Hamas et le Djihad islamique, sont « prêts à une trêve humanitaire de 24 heures » dans la bande de Gaza mais peu après le Hamas rejette l'annonce d'un cessez-le-feu de 24 heures par l'Autorité palestinienne qui déclare avoir reçu son accord, ce que le Hamas dément en déclarant que qu'il « rejettera tout cessez-le-feu sans arrêt de la campagne militaire israélienne et levée du blocus. les combats se poursuivent, treize Palestiniens ont été tués par des tirs d'artillerie israéliens à Jabaliya, dans le nord de la bande de Gaza, non loin de la frontière avec Israël, et l'armée israélienne a tué cinq combattants palestiniens dans un tunnel à l'intérieur de la bande de Gaza,. En fin d'après-midi, Israël et le mouvement islamiste palestinien Hamas ont donné leur accord de principe à un cessez-le-feu mais les deux parties ne se sont pas entendues sur la durée de cette trêve. Selon les services de sécurité palestiniens, au moins 100 cadavres ont été retrouvés dans les décombres dans la seule journée du mardi 29 juillet.
Pour la troisième fois depuis le début de la guerre L'UNRWA annonce avoir découverte une cache de roquettes dans l'une de ses écoles. Cette découverte est qualifiée par cette organisation onusienne de « nouvelle violation flagrante de la neutralité de ses locaux ». Le secrétaire général de l'ONU, Ban Ki-moon, s'était déclaré « alarmé » par une découverte similaire une semaine plus tôt,.

### 30 juillet
L'armée israélienne déplore la mort de trois soldats tués par deux engins explosifs dans une habitation au sud de la bande de Gaza. Alors qu'Israël annonce une trêve humanitaire, sauf aux zones où ses soldats « sont actuellement engagés dans des opérations », sept Palestiniens sont tués dans un raid aérien selon les secours locaux tandis qu'un marché local de Shuja'iyya est frappé par l'armée israélienne entrainant la mort de dix-sept personnes et faisant 150 autres blessées
Dans la nuit 29 au 30 juillet, six jours après le bombardement d'une école de l'ONU à Beit Hanoun, plusieurs obus sont tombés sur une école de l'UNRWA à Jabaliya, tuant seize personnes, dont au moins six enfants. Des témoins avaient affirmé que 3000 réfugiés se trouvaient dans l'école quand les tirs ont débuté vers 4 heures du matin. L'armée israélienne, sans reconnaître être à l'origine du bombardement a signalé qu'elle avait répliqué à des tirs provenant de cette école. Pierre Krähenbühl, le chef de l'Office de secours et de travaux des Nations unies pour les réfugiés de Palestine dans le Proche-Orient, a accusé l'armée israélienne déclarant : « la nuit dernière, des enfants ont été tués alors qu'ils dormaient à côté de leurs parents sur le sol d'une salle de classe, dans un refuge désigné comme tel à Gaza. C'est un affront pour chacun d'entre nous, une source de honte internationale ». Le secrétaire général des Nations unies, Ban Ki-moon, commentant cet événement, s'est emporté déclarant que « les responsabilités doivent être déterminées et justice doit être rendue » et a tenu à ajouter que « la localisation exacte de cette école élémentaire avait été communiquée 17 fois aux autorités militaires israéliennes, notamment la nuit dernière, quelques heures seulement avant cette attaque ». Dans un communiqué, la France a « exigé la mise en place d'un cessez-le-feu immédiat ». Enfin la Maison-Blanche a elle aussi condamné ce bombardement, déplorant que « les milliers de Palestiniens appelés à évacuer leurs logements par l'armée israélienne ne soient pas en sécurité dans les refuges mis en place par l'ONU ».

### 31 juillet

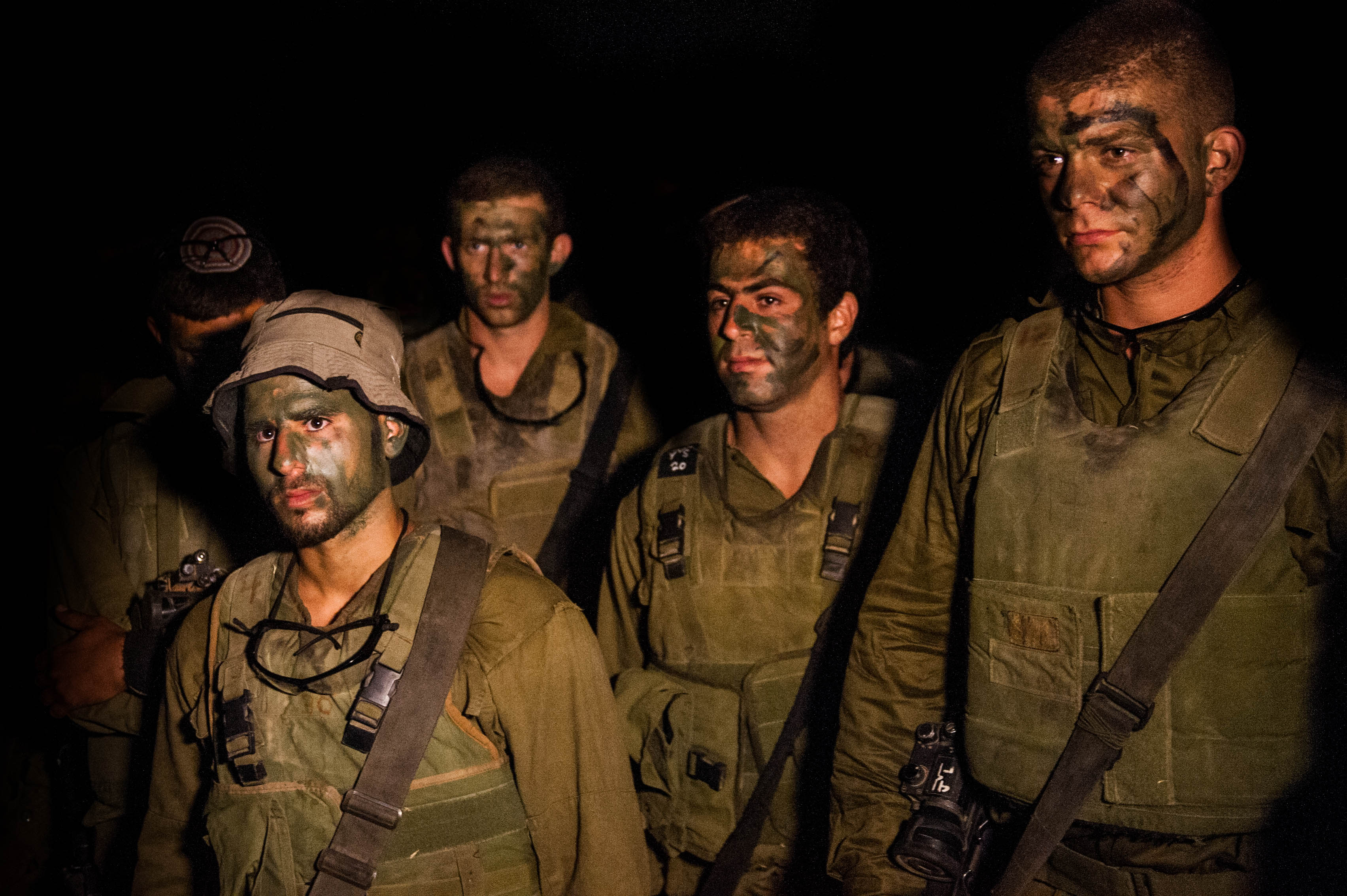
Les soldats réservistes du Tsahal se préparent à entrer à Gaza.

L'armée israélienne annonce qu'elle mobilise 16 000 soldats supplémentaires portant les effectifs totaux engagés à 86 000 hommes.
Après le secrétaire général de l'ONU Ban Ki-moon, la Haut-Commissaire de l'ONU aux Droits de l'Homme Navi Pillay condamne fermement les attaques touchant des maisons, des écoles, des hôpitaux et des centres de réfugiés de l'ONU. Selon l'ex-juge sud-africaine, ces attaques "semblent être un acte de défi délibéré vis-à-vis des obligations résultant du droit international".
L'armée israélienne annonce la mort de cinq soldats tués par des tirs d'obus palestinien. Dans le secteur de Khan Younès (sud de la bande de Gaza), 14 Palestiniens sont tués dans la nuit dans d'intenses bombardements israéliens. Le pilonnage de l'armée israélienne s'intensifiait également au nord de l'enclave, dans le secteur de Jabaliya, selon un journaliste de l'AFP.

### 1eraoût
Israël et le Hamas déclarent accepter un cessez-le-feu de trois jours à partir du 1er août. Deux heures après son entrée en vigueur, un tir de mortier tombe près d'une localité israélienne proche de la frontière et un journaliste de l'AFP constate un tir de roquette depuis Rafah vers Israël et des bombardements de l'artillerie israélienne sur Gaza. Plusieurs Palestiniens ont été tués par des tirs d'artillerie israéliens près de Rafah, dans le sud de la bande de Gaza. Le bilan serait de quatre morts selon les autorités palestiniennes, de huit selon une source médicale palestinienne. Peu avant tandis que des soldats de Tsahal s'apprêtent à détruire un tunnel du Hamas, un combattant palestinien en sort et fait exploser sa charge tuant deux soldats israéliens. Un autre est porté disparu et présumé avoir été enlevé,.  Ban Ki-moon tient le Hamas responsable de cette violation du cessez-le-feu ainsi que Barack Obama et Israël. En milieu de journée, Israël annonce la fin du cessez-le-feu. Quarante personnes au moins ont été tuées dans des bombardements israéliens dans le sud de la bande de Gaza, près de Rafah, et soixante-dix dans l'ensemble de l'enclave en quelques heures.

### 2 août
Dans le but d'empêcher le transfert vers d'autres lieux du militaire israélien supposé capturé par le Hamas, l'armée israélienne mène une campagne soutenue de bombardement sur Rafah dans laquelle près de 180 personnes sont tuées en vingt-quatre heures. Pensant le soldat aux mains du Hamas, Israël avait refusé de participer à des négociations initiées par Abdel Fattah al-Sissi au Caire. Le nombre de morts continue d'augmenter et franchit le cap des 1700.

### 3 août
Affirmant que les destructions des tunnels seront terminées dans les vingt-quatre heures, les hauts responsables de l'armée israélienne annoncent un redéploiement de leurs forces dans la bande de Gaza ainsi, par exemple, Beit Lahyia ainsi que plusieurs villages situés à l'est de Khan Younis ont été évacués et les habitants ont été autorisés à rentrer chez eux. Les hostilités continuent cependant. En effet le premier ministre Benyamin Netanyahou a déclaré que « le Hamas doit comprendre, quel que soit le temps que ça prenne, qu'il paiera un prix intolérable s'il poursuit les tirs » ajoutant « nous utiliserons toute la force requise ». De son côté, Sami Abou Zuhri, porte-parole du Hamas annonce qu'il ne se sent pas lié par le désengagement unilatéral de l'armée israélienne déclarant que « la Résistance va poursuivre les combats ». Peu après cette annonce, un communiqué officiel de l'armée israélienne a officialisé la mort au combat de l'officier porté disparu le 1er août.
Les combats se poursuivent malgré ces annonces. Ainsi la zone reste soumise au feu israélien tandis que plus de 70 roquettes sont tirées sur Israël et douze Palestiniens ont été tués aux premières heures de la journée dans la bande de Gaza.
À Rafah au moins dix Palestiniens sont tués et des dizaines blessés dans un bombardement sur une école de l'ONU transformée en centre d'accueil pour environ 3 000 réfugiés. Ban Ki-moon, se déclarant « très affecté », a qualifié ce bombardement de « nouvelle violation flagrante du droit humanitaire international », évoquant « un scandale du point de vue moral et un acte criminel » et appelant cette « folie » à cesser.
De leur côté les États-Unis se sont dits « consternés » par ce « bombardement honteux ». Pour sa part l'armée israélienne indique avoir pris pour cible « trois terroristes du Djihad islamique montés sur une moto à proximité d'une école ». Il s'agit du troisième bombardement sur une école de l'ONU en quelques jours, et le septième depuis le début de la guerre.

### 4 août
Dans la matinée, 10 palestiniens ont été tués à la suite de raids israéliens. Une petite fille palestinienne de 8 ans a été tuée par un tir israélien.
Israël annonce une trêve humanitaire unilatérale de sept heures excluant la ville de Rafah au sud de la bande de Gaza et commence le retrait de ses forces terrestres des autres secteurs prévenant que l’armée ripostera en cas d'attaques.
Peu après l’entrée en vigueur de la trêve unilatérale, un F16 israélien détruit un bâtiment à Al-Shati, dans l’ouest de la ville de Gaza. Trois personnes dont une fillette de huit ans sont tuées selon les secours palestiniens, et une trentaine de personnes ont été blessées,,.
À Jérusalem, un palestinien de 20 ans écrase mortellement avec une pelleteuse un jeune israélien de 25 ans et renverse un bus faisant cinq blessés légers, avant d'être abattu par la police. Un porte-parole du Hamas a qualifié l'attaque d'« acte de résistance courageux » et de « réponse naturelle aux massacres de l'occupant contre notre peuple à Gaza », appelant à « l'escalade dans la résistance partout en Palestine ». Un peu plus tard, un motard tire sur un soldat israélien se trouvant sur une aire d'auto-stop de l'université hébraïque de Jérusalem, le blessant grièvement.
Selon l’armée israélienne, 63 roquettes et obus de mortiers ont été tirés depuis la bande de Gaza.

## Semaine 5

### 5 août
Alors qu'un cessez-le-feu de 72 heures conclu par l'intermédiaire de l'Égypte est entré officiellement en vigueur ce matin à 8h, l'armée israélienne annonce un retrait complet de la bande de Gaza et un redéploiement défensif sur des positions à l'extérieur de celle-ci.
Sayeeda Warsi, secrétaire d'État au ministère des Affaires étrangères britannique, démissionne en raison de la politique menée par le gouvernement britannique à Gaza. Selon elle, « l'approche et le langage du gouvernement britannique durant cette crise à Gaza sont moralement indéfendables »,.

### 6 août
À la suite du cessez-le-feu, alors que des négociations se sont engagées au Caire entre l'Égypte et les Palestiniens, un haut-responsable israélien a déclaré ne « voir aucun problème à ce que le cessez-le-feu de 72 heures soit prolongé sans condition », précisant qu'elle pouvait être illimitée. Le chef adjoint du Hamas a fait savoir quant à lui qu'il n'y a pas d'accord pour prolonger le cessez-le-feu.

### 7 août
Durant les dernières heures de discussions sur la prolongation du fragile cessez-le-feu en vigueur, la branche armée du Hamas a pressé depuis Gaza la délégation palestinienne au Caire de « ne pas accepter de cessez-le-feu si elle n'obtient pas satisfaction sur les demandes de notre peuple », et s'est dite prête « à se lancer de nouveau dans la bataille ». Son porte-parole demande la possibilité de construire un port sur la Méditerranée comme la première des exigences de son organisation. Il réclame aussi « la fin véritable de l'agression [israélienne] et une vraie levée du siège ». Un membre de la délégation palestinienne au Caire a déclaré que « Si Israël continue de temporiser, nous ne prolongerons pas le cessez-le-feu ». La fin du blocus maritime et terrestre et la réouverture des points de passage vers Israël et l'Égypte sont les principales demandes palestiniennes. Israël, qui pour sa part a accepté l'idée d'une prolongation illimitée du cessez-le-feu, conditionne la reconstruction de la bande de Gaza à sa démilitarisation. De son côté, l'ONU a appelé à prolonger la trêve pour « permettre aux Palestiniens de Gaza de recevoir l'aide humanitaire dont ils ont désespérément besoin ».

### 8 août
Au matin, et malgré le cessez-le-feu encore en vigueur, le Hamas reprend ses tirs de roquettes sur Israël, affirmant que les pourparlers au Caire ont été un échec.
Le secrétaire général des Nations unies, Ban Ki-moon, se déclare « profondément déçu » de cette violation du cessez-le-feu, et « condamne les nouveaux tirs de roquettes sur Israël ». En l’espace de deux heures un « barrage » de plus d’une trentaine de roquettes ont été tirées sur Israël selon l’armée israélienne. Trois ont été interceptées, 26 ont atteint le territoire israélien, 4 sont retombées dans Gaza,. Israël n'a pas répliqué pendant plus de deux heures.
En réponse, le Premier ministre israélien a donné l'ordre à ses forces armées de reprendre le combat. Les raids aériens israéliens ont fait au moins cinq victimes Palestiniennes dont un enfant de 10 ans. Deux Israéliens, un civil et un soldat ont été légèrement blessés. Au total, 57 roquettes ont été tirées sur Israël durant cette journée, l’armée israélienne a visé 51 cibles à Gaza.

### 9 août
Les bombardements se poursuivent entre Israël et le Hamas. Six roquettes lancées depuis l'enclave palestinienne ont atteint le territoire d'Israël. De nombreuses frappes israéliennes ont atteint Gaza faisant 5 morts, dont deux au camp de Maghazi et trois trouvés morts sous une mosquée à Nuseirat.

### 10 août
Les tirs de roquettes et les raids israéliens continuent. Dans la soirée, la délégation palestinienne au Caire propose un nouveau cessez-le-feu de 72 heures en vue de la reprise des négociations. Cette proposition est acceptée par Israël. Le cessez-le-feu entre en vigueur à minuit heure locale.

### 11 août
La trêve est respectée par les protagonistes. La délégation israélienne retourne au Caire pour reprendre les négociations indirectes avec la délégation conjointe des factions palestiniennes sous l’égide de l’Égypte.

## Semaine 6

### 12 août
Les négociations se poursuivent mais sont qualifiées de « difficiles » par un membre de la délégation palestinienne, tandis que des responsables israéliens ont indiqué « qu'aucun progrès n'avait été réalisé dans ces pourparlers indirects et que les hostilités pourraient reprendre rapidement ».

### 13 août
À Gaza, un missile israélien a explosé accidentellement lors de son démantèlement par des experts en explosif palestiniens, causant la mort de 5 personnes dont un journaliste italien et un fixeur de l'AFP, et blessant grièvement 6 autres, dont un journaliste local,.
Deux heures avant la fin de la trêve, celle-ci a été rompue par l'envoi d'une roquette tirée depuis la bande de Gaza qui s'est abattue sur Israël sans faire de victime ni de dégât ; le Hamas a nié en être à l'origine.
Quarante-cinq minutes avant l'expiration de la trêve, des responsables de la médiation égyptienne au Caire ont annoncé que Palestiniens et Israéliens se sont mis d'accord pour prolonger le cessez-le-feu de cinq jours afin de donner plus de temps à la négociation.

### 14 août
Dans la nuit du 13 au 14 août, après l'annonce de la prolongation du cessez-le-feu et à la suite du tir de six autres roquettes depuis Gaza, l'aviation israélienne a mené en représailles quatre raids. Deux autres roquettes ont été lancées sur le sud d'Israël après ces raids, sans faire ni victime ni dégâts.

### 18 août
Le cessez-le-feu a été prolongé de 24h à la demande de l’Égypte afin de permettre la poursuite des négociations.

## Semaine 7

### 19 août
Des roquettes tirées depuis Gaza sur Israël (sans faire ni dégâts ni victimes) ont rompu la trêve, observée jusque-là alors que les discussions sur son éventuelle prolongation se tenaient au Caire; Le Hamas dément être à l'origine de ces tirs. L'armée israélienne a riposté sur ordre de Benyamin Netanyahou qui a ordonné à la suite de ces tirs le retour des négociateurs israéliens dépêchés au Caire.
En réaction aux raids aériens israéliens, le Hamas a revendiqué une quarantaine de tirs de roquettes sur l’État hébreu, dont une a réussi à atteindre Tel-Aviv sans faire de victimes. Les États-Unis ont réagi en accusant le Hamas d'avoir violé le cessez le feu.

### 20 août
Après la rupture du cessez-le-feu, Tsahal mène des raids aériens dont l'un contre une maison abritant la famille de Mohammed Deïf, le chef des Brigades Izz al-Din al-Qassam. Israël estime qu'il aurait été tué ou grièvement blessé, le Hamas a démenti cette information. La femme et la fille du commandant palestinien sont tuées dans le bombardement.
Le Hamas demande aux compagnies aériennes d'arrêter de se poser à l'aéroport international Ben Gourion à partir du jeudi 21 août, 6 heures. Toutefois, au 22 août, aucune compagnie aérienne n'avait pris cet avertissement en compte.

### 21 août
Un raid conduit par l'aviation israélienne à Rafah au sud de la bande de Gaza tue trois membres du commandement des Brigades Izz al-Din al-Qassam, Mohammed Abou Chamala, commandant pour le sud de la bande de Gaza, et Raëd al-Atar, considéré comme « le principal ingénieur du système sophistiqué de souterrains d’attaque du Hamas », étaient traqués par l'armée israélienne pour leur implication notamment dans la capture du soldat israélien Gilad Shalit en 2006. Selon l’armée israélienne près de 300 roquettes qui n'ont pas fait de victimes ont été tirées sur Israël depuis la reprise des combats. Un civil israélien est grièvement blessé par un obus de mortier tiré sur un kibboutz proche de la frontière. Une vingtaine de Palestiniens ont été tués dans la bande de Gaza.

### 22 août
Selon le Hamas, au moins 18 Palestiniens suspectés de collaboration avec Israël ont été exécutés. Sept des exécutions ont eu lieu en public devant une mosquée du centre de Gaza, les onze autres, dans une station de police abandonnée. Une roquette lancée depuis Gaza s'abat sur une synagogue d'Ashdod, faisant trois blessés.
Un enfant israélien de 4 ans meurt dans l'explosion d'un obus de mortier du Hamas, l'armée israélienne a indiqué que le tir provenait d'un site géré par l'UNRWA, avant de se rétracter ,. Le Premier ministre israélien Benyamin Netanyahou a réagi en disant que le « Hamas payera cher cette attaque », et promet une intensification des opérations menées par Tsahal à Gaza .
Un dirigeant et membre du bureau politique du Hamas a déclaré que le meurtre de trois adolescents israéliens en juin 2014 a été commis par des membres du Hamas, sans que la direction du mouvement en soit informée .

### 23 août
Des roquettes tirées depuis la Syrie et le Liban ont atteint Israël sur le Plateau du Golan et en Haute Galilée. Ces attaques non revendiquées n'ont pas fait de victime, Israël ne sait pas si les tirs depuis la Syrie résultent ou non de la guerre civile syrienne; l'armée israélienne n'a pas riposté. Vingt roquettes ont également été tirées vers Israël depuis la bande de Gaza entrainant une vingtaine de bombardements contre des « cibles terroristes » selon l'armée israélienne.

## Semaine 8

### 26 août
L'Égypte, l'État de Palestine et Israël ont annoncé qu'un accord de cessez-le-feu permanent a été trouvé et entrait en vigueur le jour même à 16h GMT, ce dernier inclurait un arrêt immédiat des hostilités, l’ouverture des points de passages entre Gaza et Israël uniquement pour faire circuler l’aide humanitaire et d’urgence et l'extension de la zone de pêche Gazaouie, passant de 3 à 6 puis à 12 milles marin .
Dans un mois, l'Égypte réunira les deux parties pour discuter entre autres de la levée du blocus de la bande de Gaza à proprement parler, de la construction d'un port dans la bande de Gaza et la réouverture de l'aéroport de gaza, de la libération de prisonniers palestiniens, de la remise des corps de soldats israéliens et de la démilitarisation de la Bande de Gaza ,,

Un officiel égyptien estime que ce mois va être un test, principalement côté palestinien pour voir comment ils gèrent la réouverture des points de passage, particulièrement celui de Rafah, à la frontière égyptienne. L’Égypte est prête à l'ouvrir plus régulièrement et à l’instar d'Israël, elle souhaite que ce ne soit plus le Hamas seul qui s'en occupe mais l'État de Palestine.

## Après le cessez-le-feu

### 16 septembre
Le coordinateur de l'ONU pour le Proche-Orient, Robert Serry, a annoncé un accord entre le gouvernement israélien et l'Autorité palestinienne sur la mise en place d'un « mécanisme provisoire » pour accélérer la reconstruction de Gaza. L'ONU assurera la surveillance du mécanisme afin de vérifier que les matériaux de construction acheminés dans la bande de Gaza restent à usage civil. Robert Serry a expliqué que cet accord tripartite « permettra des travaux d'une ampleur nécessaire dans la bande de Gaza, en impliquant le secteur privé et en donnant un rôle de direction dans les efforts de reconstruction à l'Autorité palestinienne » et qu'il s'agissait d « un pas important vers l'objectif d'une levée de toutes les restrictions » pesant sur la bande de Gaza.

### 23 septembre
Après une première séance de négociations indirectes entre israéliens et palestiniens organisées sous l'égide de l’Égypte, il a été annoncé que les négociations reprendront fin octobre .

### 27 octobre
À la suite des attaques contre des soldats égyptiens dans le nord du Sinaï que l’Égypte impute à des militants palestiniens venus de la bande de Gaza, elle annonce la fermeture du point de passage de Rafah entre l'Égypte et la bande de Gaza et, en conséquence reporte la reprise des négociations indirectes entre Israël et le Hamas qui devaient se tenir au Caire, la délégation du Hamas ne pouvant se rendre en Égypte.

### 1ernovembre
Un obus de mortier est tiré depuis la bande de Gaza sur le sud d’Israël sans faire ni victimes ni dégâts.

### 20 décembre
À la suite d'un tir de roquette venu de la Bande de Gaza, l'aviation israélienne a mené un raid au sud de l'enclave, le premier depuis la fin de la guerre. Israël a affirmé avoir visé « des infrastructures du Hamas », aucun mort n'a été a déploré selon le ministère de la Santé à Gaza. Le porte-parole de l'armée israélienne a indiqué dans un communiqué que « l'organisation terroriste du Hamas est responsable de l'attaque contre Israël et qu'elle devra rendre des comptes à son sujet ». Le ministre israélien de la Défense, Moshe Ya'alon, a affirmé de son côté que le raid avait visé une cimenterie utilisée pour remettre en place le réseau de tunnels du Hamas dont bon nombre ont été détruits lors de la guerre. 
Benjamin Netanyahu a répété qu'Israël ne permettrait « le tir d'aucune roquette sur son territoire », faisant assumer au Hamas les « conséquences » d'une éventuelle nouvelle escalade.